# 官園 (開拓使)
官園（かんえん）は、開拓使が北海道および東京府に設置した、農業に関する試験・普及機関である。

## 概要
明治維新以降、さまざまな分野で海外の技術を導入することとなったが、北海道の開拓もまた例外ではなかった。開拓の拡大は農業がその先鋭となったが、本州の平地とは異なる亜寒帯に属する北海道では用いる技術が異なることから、アメリカやヨーロッパの技術が導入され、試験されることとなった。この試験を実施する場所を、官園と通称した。
最も早く試験が始まったのは、すでに一定の開拓が進んでいた北海道南部の函館周辺であった。1870年に渡島国亀田郡七重村に七重官園（ななえかんえん）が設置された。これは、プロシア人ガルトネルの租借地を買い戻したいわゆる「ガルトネル開墾条約事件」の跡地に設置された。家畜、牧草、農業機械などを欧米より導入し、実証・展示に及んだ。1875年には水稲試作、1877年からは水力製粉、1880年からは醸造、畜産加工や鮭の人工孵化まで手がけることとなった。
一方、開拓使教師（お雇い外国人）であったホーレス・ケプロンは、1871年にその職に就任すると直ちに、海外からの種苗や種畜の調達、気候の解析など、精力的に農業に関する建言を行った。その中で、将来首府となるであろう札幌に官園を設けることを提案し、1871年に設置された御手作畑を含む地域を1873年に札幌官園（さっぽろかんえん）と定めた。また開拓次官であった黒田清隆は、これら種苗や種畜を北海道に持ち込む前に馴化させるため、東京の3か所の大名屋敷跡にその地を求め、1871年に東京官園（とうきょうかんえん）を設置し、技術指導者としてルイス・ベーマーやエドウィン・ダンが招かれた。その後、北海道東部の根室には、1874年に根室官園（ねむろかんえん）が設置され、それぞれの地域実情に合わせた試験と実証を積み重ねた。
官園では、開拓の現場において西洋の農業技術を普及するための技術者である現術生徒や、研修を受けて村で洋式農業を実践する農業修業人の育成も担った。これら生徒や修業人は、試験の成果を普及するのに大きな役割を果たした。
官園は、1882年の開拓使廃止と3県分治により縮小に向かう。1886年（明治19年）1月の北海道庁設置により、北海道の農業普及政策が次の段階へと進んでゆく。同年5月に旭川に忠別農作試験場が設置され、1888年（明治21年）に設置された上川二等測候所による気象観測を活用しつつ、同地に適した穀類等の試作が行われた。この忠別農作試験場は、後に道立上川農事試験場へと改称され、十勝・北見・渡島を含む4箇所の道立農事試験場のひとつとなり、これら4箇所の道立農事試験場を柱として、道内各地の気象に適した農作物改良と穀物試作が実施されてゆくことになる。

## 沿革

### 七重官園
- 1870年 - 開拓使により、亀田郡七重村のガルトネル開墾条約事件の跡地に、開墾場が設置される。
- 1872年 - 勧業課試験場に改称する。
- 1873年 - 七重開墾場と命名され、東京官園所属となる。牧牛場を増設する。
- 1874年 - 函館支庁所属に復す。
- 1875年 - 七重農業試験場に改称する。大野養蚕場および牧羊場を付設する。水田の試作を始める。
- 1876年 - 七重勧業課試験場に改称する。
- 1878年 - 七重勧業試験場に改称する。
- 1879年 - 七飯勧業試験場に改称し、程なく七重勧業試験場に復す。
- 1880年 - 醸造、加工、鮭の人工孵化、昆布養殖などの試験を開始する。
- 1882年 - 開拓使の廃止により、農商務省の所管となる。七重農業場に改称する。
- 1883年 - 北海道事業管理局の所管となり、七重農工事務所となる。
- 1884年 - 牧羊場を廃止する。
- 1886年 - 北海道庁の所管となり、農業所の種芸部門を縮小する。
- 1887年 - 大野養蚕場を民間に払い下げる。
- 1890年 - 育種園を廃し、七重種馬場となる。
- 1893年 - 真駒内種畜場七重分場となる。亀田稲作試験場が併置される。
- 1894年 - 廃止される。

### 札幌官園
- 1871年 - 開拓使により札幌空知通り（現北6条、偕楽園に隣接）に、御手作畑が設置される。
- 1873年 - 第1官園（偕楽園通新墾地）、第2官園（偕楽園試験場）に改称する。
- 1874年 - 仮牧場を設ける。
- 1875年 - 開拓使本庁の西側に新たに試験地を増設する。
- 1876年 - 札幌村に水田を造成する。仮牧場の牛を新設した真駒内牧牛場に移す。山鼻村に札幌牧羊場、札幌村に札幌養豚場、漁村に漁村牧場を設ける。札幌農学校が設立され、第1官園の大部分をその農場に充てる。
- 1877年 - 札幌勧業試験場に改称する。
- 1878年 - 札幌育種場に改称する。場内に水田を造成する。漁村牧場を真駒内牧牛場の付属とする。
- 1882年 - 開拓使の廃止により、農商務省の所管となる。札幌養豚場を廃し、札幌育種場に付属する。
- 1883年 - 北海道事業管理局札幌農業事務所の所管となる。
- 1886年 - 北海道庁の所管となる。水稲試作を中止し、林木は札幌県設置の円山養樹園に移す。
- 1887年 - 札幌育種場を廃止する。
- 1889年 - 札幌牧羊場を廃止する。

### 東京官園
- 1871年9月 - 開拓使により東京府青山南町に1号（松平頼英邸跡、4万坪弱）、青山北町に2号（稲葉正邦邸跡、5万坪）、麻布新笄町に3号（堀田正倫邸跡、5万坪弱）の官園が設置される。11月には南豊島郡下渋谷村民有地約3万坪を買上げ、第3官園に編入。[1]
- 1875年3月 - 東京農事試験所に改称される。
- 1876年3月 - 渋谷村ほか五カ村民有地4万坪強を買上げ、第1、第2号試験場に編入、また、第3官園には約7千坪の牧場が施設され、麻布の開拓使牧場と通称された。[1]
- 1880年 - 勧業試験場に改称される。
- 1881年 - 第1、第2試験場を廃止する。
- 1882年 - 第3試験場を廃止する。

### 根室官園
- 1874年 - 開拓使により、根室郊外の萌様（もやさん）および穂香（ほにおい）に、試芸園を開設する。
- 1875年 - 萌様に牧場を設け、開拓使牧畜場に改称する。
- 1878年 - 厚岸に養蚕場を設ける。
- 1882年 - 開拓使の廃止により、牧畜場を根室牧場に改称する。
- 1883年 - 北海道事業管理局根室農工事務所の所管となる。
- 1886年 - 北海道庁の所管となる。根室牧場を根室牧畜場に改称する。穂香種芸試験場を屯田兵本部に移す。
- 1887年 - 根室牧場を民間に払い下げる。